# Xanthorhoe metoporina
Xanthorhoe metoporina là một loài bướm đêm trong họ Geometridae.